# الکساندر آرکادی
الکساندر آرکادی (فرانسوی: Alexandre Arcady‎؛ زادهٔ ۱۷ مارس ۱۹۴۷) بازیگر، کارگردان فیلم، فیلم‌نامه‌نویس و تهیه‌کننده اهل کشور فرانسه است. وی از سال ۱۹۷۹ میلادی تاکنون مشغول فعالیت بوده‌است.
وی همچنین برندهٔ جوایزی همچون لژیون دونور (شوالیه) شده‌است.